# ناحیه بروکس، میشیگان
ناحیه بروکس (به انگلیسی: Brooks Township) یک منطقهٔ مسکونی در ایالات متحده آمریکا است که در شهرستان نیویگو، میشیگان واقع شده‌است.
 ناحیه بروکس ۸۸٫۲ کیلومتر مربع مساحت و ۳٬۶۷۱ نفر جمعیت دارد و ۱۹۹ متر بالاتر از سطح دریا واقع شده‌است.